# Franz Ignaz Flurer
Franz Ignaz Josef Flurer (Augsbourg, juillet ou août 1688 - Graz, 25 juin 1742) est un peintre allemand, surtout connu pour ses paysages accompagnés de silhouettes. Une grande partie de son travail a été réalisé en Autriche.

## Biographie
Il a d'abord étudié à Augsbourg de 1701 à 1706 avec Johann Rieger (de). On sait peu de choses sur les années suivantes, mais il semble avoir surtout vécu en Styrie et, dès 1720, il est employé par le comte Ignaz Maria Attems (en) (? -1732). Il a notamment peint des toiles et des fresques pour les manoirs du comte à Slovenska Bistrica, Brežice et Gösting (qui fait maintenant partie de Graz) ; travail qui l'occupa jusqu'en 1729. Les peintures de Gösting ont depuis été détruites.
Au début des années 1730, il réalise des fresques pour le casino de Haselsdorf-Tobelbad et pour le pavillon de jardin du château de Brunnsee à Mureck. Il a également peint des œuvres religieuses, principalement à Graz. Celles-ci incluent un portrait de saint Gilles pour l'autel de la cathédrale de Graz. En 1733, il put acheter une grande maison et s’installer à Graz.
Graz est alors un centre artistique actif. Flurer, comme d'autres artistes de cette période, résidait dans le faubourg de la Mur. Il était le voisin et l'ami du peintre Philipp Jakob Straubs, à qui il servit de témoin de mariage. Flurer a contribué à former le jeune Franz Carl Remp, à qui il permit de suivre une formation en Italie et qui lui succéda comme peintre de la cour du comte Attems.
Le style de composition de Flurer a été fortement influencé par les œuvres d'Annibale Carracci et de Pietro da Cortona et son style général est inspiré des peintres vénitiens Marco Ricci et Luca Carlevaris. Certaines ressemblances avec les œuvres de Gaspard Dughet et de Pieter Mulier ont également été signalées. Bien qu'ils soient respectivement français et néerlandais, ils ont passé la majeure partie de leur carrière en Italie, ce qui laisse penser que Flurer y a également passé du temps, probablement après avoir étudié avec Rieger.

## Galerie
Plusieurs de ses toiles sont exposées à la Galerie nationale de Slovénie et au National Museum de Slovénie.

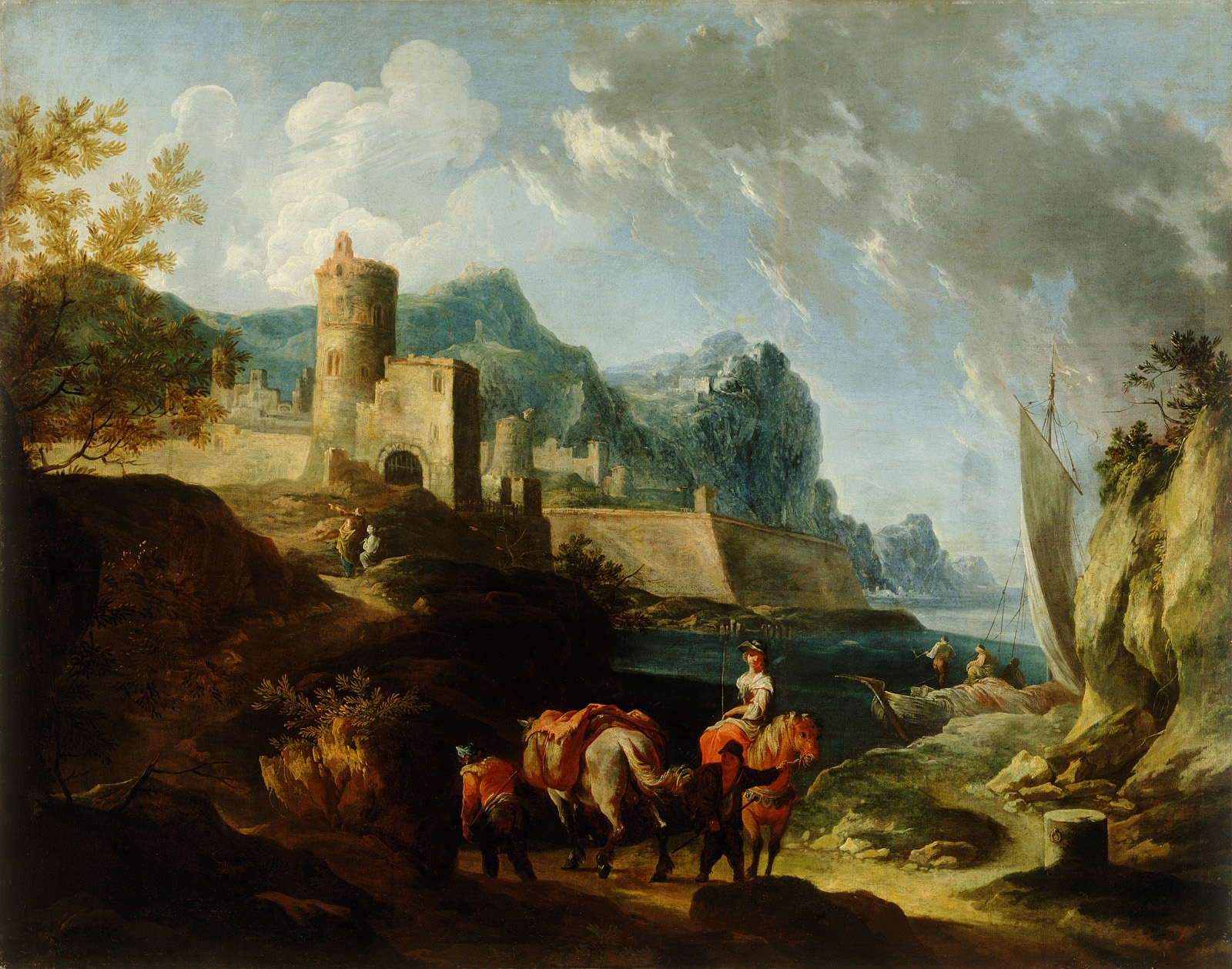
Littoral avec voyageurs et une ville (vers 1720)
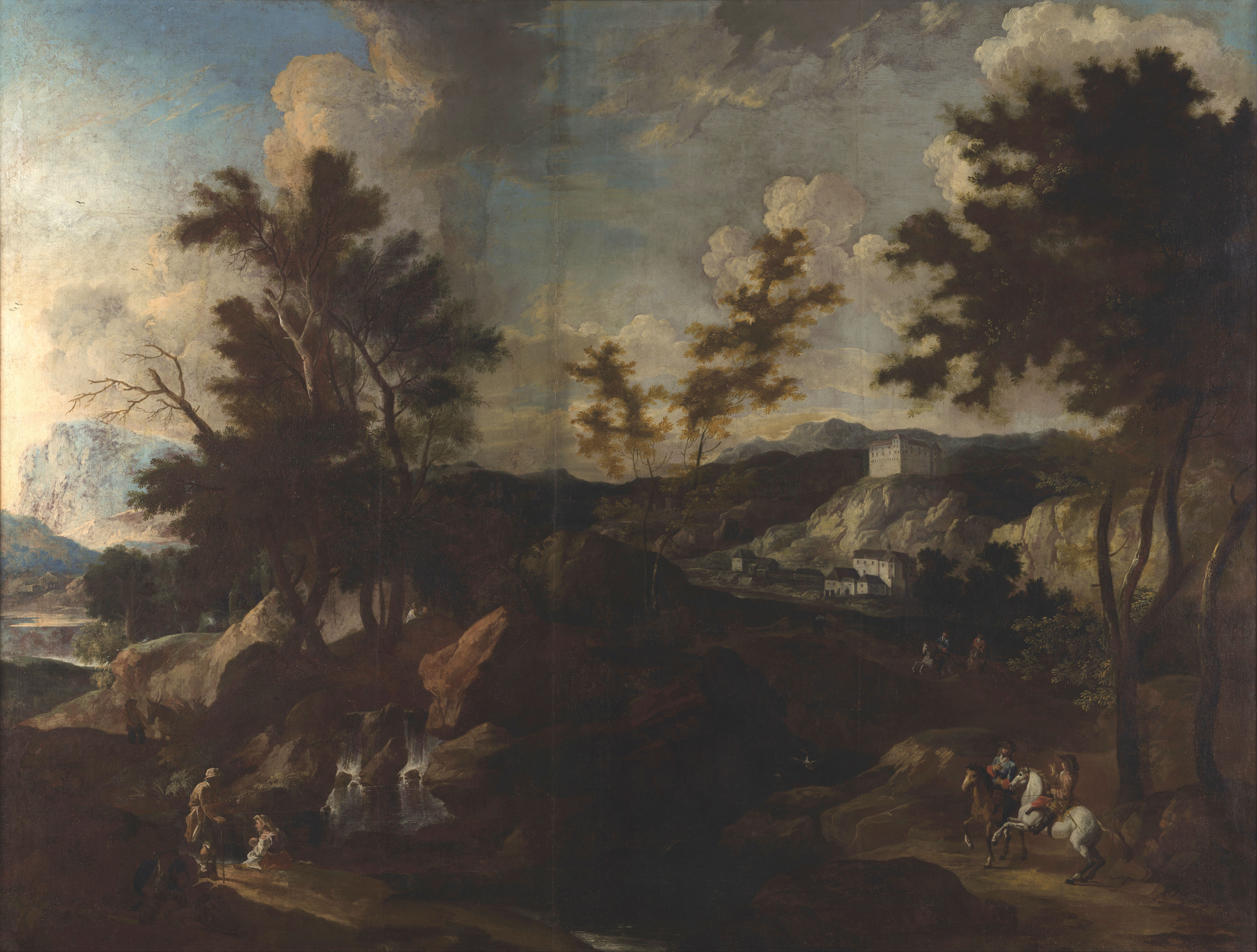
Paysage (années 1720)
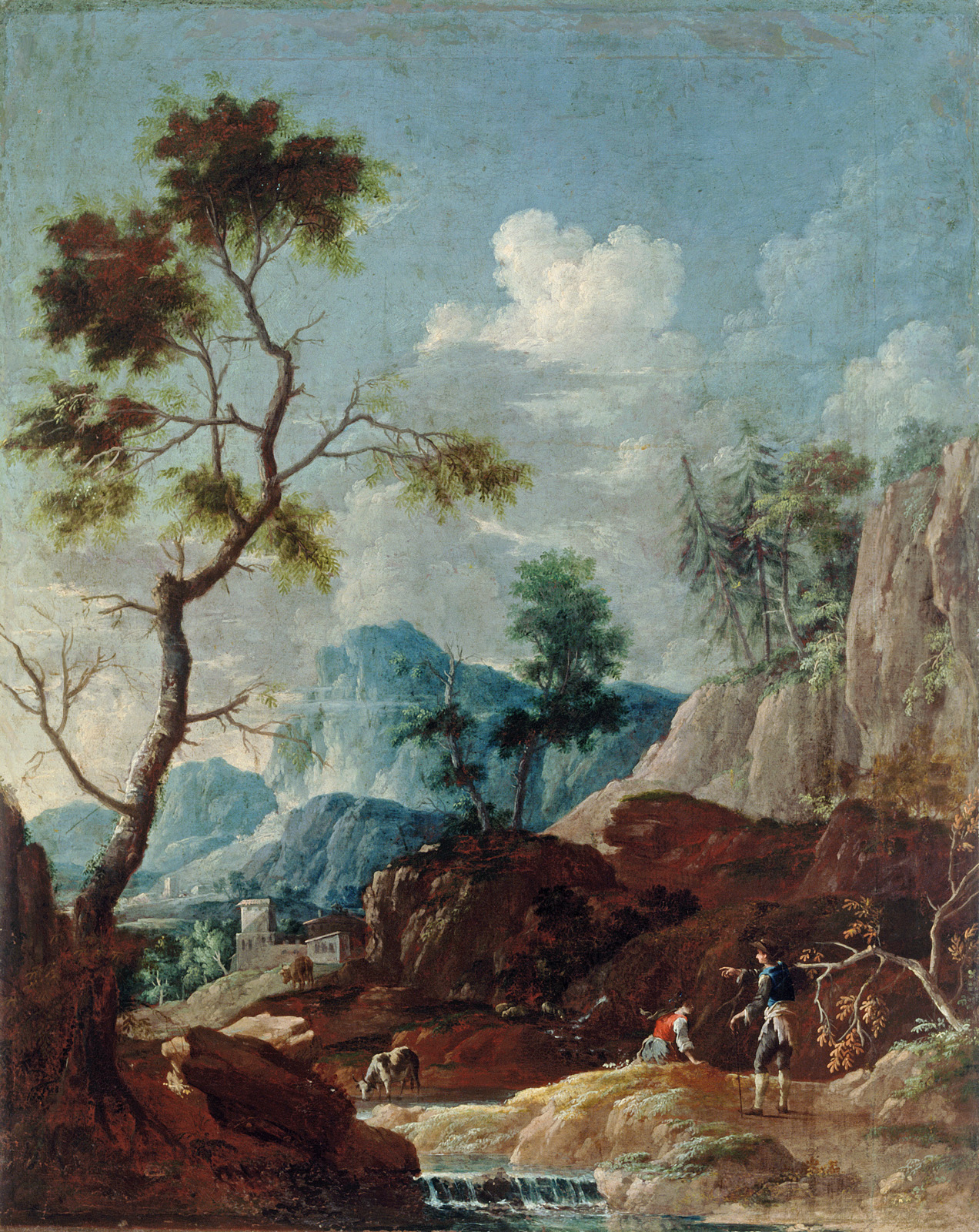
Paysage (années 1720)
Fresque du casino de Haselsdorf-Tobelbad.